# Liste des US Routes en Louisiane
Le réseau des US Routes en Louisiane consiste en 2 490,85 miles (4 008,64 km) de route entretenues par le Louisiana Department of Transportation and Development (La DOTD).

## Liste
| Numéro | Longueur (mi) | Longueur (km) | Terminus sud / ouest                              | Terminus nord / est                                            | Créée | Notes                                                                                         |
| ------ | ------------- | ------------- | ------------------------------------------------- | -------------------------------------------------------------- | ----- | --------------------------------------------------------------------------------------------- |
| US 11  | 31,15         | 50,14         | US 90 à La Nouvelle-Orléans                       | US 11 à la frontière du Mississippi près de Pearl River        | 1939  |                                                                                               |
| US 51  | 68,93         | 110,92        | US 61 à LaPlace                                   | US 51 à la frontière du Mississippi près de Kentwood           | 1926  |                                                                                               |
| US 61  | 121,64        | 195,77        | US 90 à La Nouvelle-Orléans                       | US 61 à la frontière du Mississippi près de Saint Francisville | 1926  |                                                                                               |
| US 63  | 35,35         | 56,89         | I-20 / US 167 / LA 146 à Ruston                   | US 63 à la frontière de l'Arkansas à Junction City             | 1999  | Forme un multiplex complet avec la US 167                                                     |
| US 65  | 100,77        | 162,17        | US 425 / LA 15 à Clayton                          | US 65 à la frontière de l'Arkansas près de Lake Providence     | 1926  |                                                                                               |
| US 71  | 231,10        | 371,92        | US 190 près de Krotz Springs                      | US 71 à la frontière de l'Arkansas à Ida                       | 1926  |                                                                                               |
| US 79  | 88,25         | 142,02        | US 79 à la frontière du Texas près de Greenwood   | US 79 à la frontière de l'Arkansas près de Haynesville         | 1935  |                                                                                               |
| US 80  | 199,85        | 321,63        | US 80 à la frontière du Texas près de Greenwood   | US 80 à la frontière du Mississippi à Delta                    | 1926  |                                                                                               |
| US 84  | 182,85        | 294,27        | US 84 à la frontière du Texas à Logansport        | US 84 à la frontière du Mississippi à Vidalia                  | 1935  |                                                                                               |
| US 90  | 297,60        | 478,90        | US 90 à la frontière du Texas près de Vinton      | US 90 à la frontière du Mississippi près de Slidell            | 1926  | Le segment entre Lafayette et La Nouvelle-Orléans fera partie du futur prolongement de l'I-49 |
| US 165 | 228,32        | 367,44        | US 90 près de Lake Charles                        | US 165 à la frontière de l'Arkansas près de Bonita             | 1926  |                                                                                               |
| US 167 | 241,05        | 387,93        | LA 14 à Abbeville                                 | US 63 à la frontière de l'Arkansas à Junction City             | 1926  |                                                                                               |
| US 171 | 177,44        | 285,57        | US 90 / LA 14 à Lake Charles                      | US 79 / US 80 / LA 3094 à Shreveport                           | 1926  | Seule US Route à débuter et terminer dans les limites de la Louisiane                         |
| US 190 | 280,80        | 451,90        | US 190 à la frontière du Texas près de Merryville | US 90 à White Kitchen                                          | 1926  |                                                                                               |
| US 371 | 84,14         | 135,41        | I-49 / LA 177 près de Coushatta                   | US 371 à la frontière de l'Arkansas à Springhill               | 1994  |                                                                                               |
| US 425 | 120,97        | 194,68        | US 425 à la frontière du Mississippi à Vidalia    | US 425 à la frontière de l'Arkansas près de Bastrop            | 1989  |                                                                                               |
|        |               |               |                                                   |                                                                |       |                                                                                               |